# Цифровая физика
Цифровая физика — совокупность теоретических взглядов, основанных на интерпретации, что Вселенная по сути является информацией и, следовательно, является вычислимой. Из данной идеи следует, что Вселенная может пониматься как результат работы некоторой компьютерной программы или как некий вид цифрового вычислительного устройства (или, по крайней мере, устройства, математически изоморфного такому устройству).
Цифровая физика основана на одной или нескольких нижеследующих гипотезах (перечисленных в порядке возрастания степени смелости предположений). Вселенная, или реальность:
- по сути информационна (хотя не каждая информационная онтология должна быть вычислима);
- по сути вычислима;
- может быть описана и/или смоделирована в цифровой форме;
- по сути является цифровой;
- имеет свойства вычислительной системы;
- её поведение может быть результатом работы этой системы.

## История
Каждый компьютер должен быть совместим с принципами теории информации, статистической термодинамики и квантовой механики. Фундаментальная связь между этими областями была предложена Эдвином Джейнсом в двух работах по статистической механике. Кроме того, Джейнс тщательно проработал интерпретацию теории вероятностей как обобщение аристотелевской логики, хорошо подходящей для того, чтобы связать фундаментальную физику и цифровые компьютеры, так как они разработаны для выполнения операций классической логики и алгебры логики.
Гипотеза о том, что Вселенная является цифровым компьютером, впервые была выдвинута Конрадом Цузе в книге Rechnender Raum («Вычислительное пространство»). Термин «цифровая физика» использовался Эдвардом Фредкином, который потом предпочел термин «цифровая философия». Среди тех, кто рассматривал Вселенную как гигантский компьютер, были Стивен Вольфрам, Юрген Шмидхубер и нобелевский лауреат Герард 'т Хоофт. Эти авторы считали, что несомненно вероятностная природа квантовой физики не обязательно является несовместимой с идеей вычислимости. Квантовая версия цифровой физики недавно была предложена Сетом Ллойдом, Дэвидом Дойчем и Паолой Зицци.
Похожими идеями являются теория протоальтернатив Карла Фридриха фон Вайцзеккера, панкомпьютационализм, вычислительная теория Вселенной, теория «вещества из информации» (it from bit) Джона Уилера и гипотеза математической Вселенной («Конечный ансамбль») Макса Тегмарка.

## Цифровая физика

### Обзор
Цифровая физика предполагает, что существует — по крайней мере, в принципе — программа, которая вычисляет в реальном времени эволюцию Вселенной. Этот компьютер может быть, например, гигантским клеточным автоматом (Цузе, 1967) или универсальной машиной Тьюринга, как предположил Шмидхубер (1997). Они обращали внимание на то, что существует очень короткая программа, которая может вычислить все возможные вычислимые Вселенные асимптотически оптимальным путём.
Были попытки отождествить единичные физические частицы с битами. Например, если элементарная частица, такая как электрон, переходит из одного квантового состояния в другое, то это может рассматриваться как смена значения бита, например, с 0 на 1. Единичного бита достаточно для описания единичного квантового перехода данной частицы. Поскольку Вселенная кажется состоящей из элементарных частиц, поведение которых может быть полностью описано их квантовыми переходами, то подразумевается, что она может быть полностью описана с помощью бит информации. Каждое состояние информационно и каждая смена состояния является изменением информации (требует манипуляции одним или несколькими битами). Не принимая во внимание темную материю и темную энергию, которые на данный момент плохо понятны, известная Вселенная состоит из примерно 1080 протонов и примерно такого же числа электронов. Отсюда следует, что Вселенная может быть просимулирована на компьютере, способном хранить и манипулировать 1090 битами. Если такая симуляция в действительности имеет место, то сверхтьюринговые вычисления невозможны.
Петлевая квантовая гравитация поддерживает цифровую физику в том, что она считает пространство-время квантуемым. Паола Цицци сформулировала осмысление этой идеи в том, что называется «вычислительная петлевая квантовая гравитация» (computational loop quantum gravity). Другие теории, которые объединяли аспекты цифровой физики с петлевой квантовой гравитацией, были выдвинуты Аннализа Марцуиоли и Марио Разетти и Флорианом Джирелли и Этерой Ливином.

### Протоальтернативы Вайцзеккера
Теория протоальтернатив физика Карла Фридриха фон Вайцзеккера впервые была представлена в книге Einheit der Natur («Единство природы»; 1971; переведена на английский в 1980 году как The Unity of Nature) и в последующем разрабатывалась в книге Zeit und Wissen («Время и познание»; 1992). Эта теория является разновидностью цифровой физики, так как аксиоматически предполагает, что квантовый мир состоит из различия между эмпирически наблюдаемыми двоичными альтернативами. Вайцзеккер использовал свою теорию для установления трёхмерности пространства и для оценки энтропии падающего в чёрную дыру протона.

### Панкомпьютеционализм, или теория вычислимой Вселенной
Панкомпьютеционализм (также пан-компьютеционализм, природный компьютеционализм) — это взгляд на Вселенную как на большую вычислительную машину или, скорее, сеть вычислительных процессов, которая вычисляет следующее состояние фундаментальных физических законов (динамически развивает) из текущего состояния.

### «Всё из бита» Уилера
Вслед за Джейнсом и Вайцзеккером физик Джон Уилер писал:

Не является неразумным представить, что информация находится в ядре физики так же, как в ядре компьютера.
Всё из бита [It from bit]. Иными словами, все сущее — каждая частица, каждое силовое поле, даже сам пространственно-временной континуум — получают свою функцию, свой смысл и, в конечном счёте, самое своё существование — даже если в каких-то ситуациях не напрямую — из ответов, извлекаемых нами с помощью физических приборов, на вопросы, предполагающие ответ «да» или «нет», из бинарных альтернатив, из битов. «Всё из бита» символизирует идею, что всякий предмет и событие физического мира имеет в своей основе — в большинстве случаев в весьма глубокой основе — нематериальный источник и объяснение; то, что мы называем реальностью, вырастает в конечном счёте из постановки «да-нет»-вопросов и регистрации ответов на них при помощи аппаратуры; кратко говоря, все физические сущности в своей основе являются информационно-теоретическими и что Вселенной для своего бытия необходимо наше участие (см. Антропный принцип).

Дэвид Чалмерс из Австралийского национального университета так резюмировал взгляды Уилера:

Уилер (1990) предложил, что информация фундаментальна для физики Вселенной. В соответствии с этой доктриной «всё из бита» законы физики могут быть выражены в терминах информации, утверждающих различные состояния, что дает начало различным эффектам, фактически без объяснения, что это за состояния. Важна только их позиция в информационном пространстве. Если это так, то информация также является естественным кандидатом на роль в фундаментальной теории сознания. Мы пришли к концепции действительности, по которой информация истинно фундаментальна, и по которой она обладает двумя базовыми аспектами, соответствующими физической и воспринимаемой сторонам действительности.

Кристофер Ланган также усилил взгляды Уилера в своей эпистемологической метатеории:

Будущее теории действительности по Джону Уилеру:
В 1979 прославленный физик Джон Уилер, выработав неологизм «черная дыра», нашел ему хорошее философское применение в названии исследовательского труда «За пределами чёрной дыры», в которой он описывает Вселенную как самовозбуждающуюся схему. Работа включает иллюстрацию, на которой одна часть заглавной буквы U, по видимости означающей Вселенную (Universe), снабжена большим и весьма разумным глазом, пристально разглядывающим другую сторону, которой он, по всей видимости, овладевает через наблюдение как чувственной информацией. По своему расположению глаз означает сенсорный или когнитивный аспект действительности, возможно даже человека-наблюдателя внутри Вселенной, в то время как цель восприятия глаза представляет информационный аспект действительности. Благодаря этим дополнительным аспектам кажется, что Вселенная может быть, в некотором смысле, но не обязательно в общем употреблении, быть описана как «сознающая» и «интроспективная»… возможно, даже «инфокогнитивная».

По-видимому, первое формальное представление идеи о том, что информация, возможно, является фундаментальной величиной в ядре физики принадлежит Фредерику Кантору, физику из Колумбийского университета. Книга Кантора «Информационная механика» (Wiley-Interscience, 1977) детально разрабатывает эту идею, но без математической строгости.
Наиболее трудной задачей в программе Уилера по исследованию цифрового разложения физического существования в объединенной физике, по его собственным словам, было время. В 1986 году в хвалебной речи математику Герману Вейлю он провозгласил:

Среди всех понятий из мира физики время оказывает наибольшее сопротивление свержению из мира идеального континуума в мир дискретности, информации, битов… Из всех препятствий к полному пониманию основ бытия никакое не маячит на горизонте так ужасно, как «время». Объяснить время? Невозможно без объяснения бытия. Раскрытие глубокой и скрытой связи между временем и бытием… это задача для будущего.

Австралийский философ-феноменолог Майкл Элдер прокомментировал это:

Антиномия между континуумом и временем в связи с вопросом бытия… по словам Уилера является причиной беспокойства, бросающего вызов будущей квантовой физике, вызванного как оно есть волей к власти над движущейся реальностью, для «достижения четырёх побед» (там же)… И так, мы вернулись к проблеме «понимания квантовости как основанной на весьма простой и — когда мы поймем это — совершенно очевидной идее» (там же), из которой может быть выведен временной континуум. Только так воля к математически вычислимой власти над динамикой, то есть движением во времени, бытия в целом могла быть удовлетворена.

### Цифровая, или информационная, физика
Не каждый информационный подход к физике (или онтологии) является непременно цифровым. По Лучано Флороди, «информационный структурный реализм» есть вариант структурного реализма, который поддерживает онтологическое обязательство миру, состоящему из полноты информационных объектов, динамически взаимодействующих друг с другом. Такие информационные объекты должны пониматься как вынуждающие аффордансы.
Цифровая онтология и панкомпьютеционализм также являются независимыми. В частности, Дж. Уилер отстаивал первый, но ничего не говорил о последнем.
С одной стороны, панкомпьютеционалисты, такие, как Ллойд (2006), которые конструировали Вселенную как квантовый компьютер, могут до сих пор поддерживать аналоговую или гибридную онтологию; с другой стороны, информационные онтологи, такие как Сайре и Флориди, не принимают ни цифровую онтологию, ни позицию панкомпьютеционалистов.

## Основания вычислимости

### Машины Тьюринга
Информатика основана на понятии машины Тьюринга, воображаемой вычислительной машине, впервые описанной Аланом Тьюрингом в 1936 году. Несмотря на её простоту, тезис Чёрча — Тьюринга предполагает, что машина Тьюринга может решить любую «корректную» задачу (в информатике задача считается «разрешимой», если она может быть решена в принципе, то есть в конечное время, которое не обязательно является конечным временем, имеющим значение для людей). Поэтому машина Тьюринга устанавливает принципиальную «верхнюю границу» вычислительной мощности, в отличие от возможностей, даваемых гипотетическимим гиперкомпьютерами.
Принцип вычислительной эквивалентности Стивена Вольфрама оправдывает цифровой подход. Этот принцип, если он верен, означает, что все может быть вычислено одной в сущности простой машиной, реализацией клеточного автомата. Это один из способов осуществления традиционной цели физики: поиск простых законов и механизмов для всей природы.
Цифровая физика фальсифицируема тем, что менее мощный класс вычислителей не может симулировать более мощный класс. Таким образом, если наша Вселенная является гигантской симулированной реальностью, эта симуляция выполняется на вычислителе, по мощности по крайней мере не уступающем машине Тьюринга. Если человечество преуспеет в построении гиперкомпьютера, то это будет означать, что машина Тьюринга не имеет достаточно мощности для симуляции Вселенной.

### Тезис Чёрча — Тьюринга
Классический тезис Чёрча — Тьюринга требует, чтобы любой вычислитель, по мощности эквивалентный машине Тьюринга, мог бы, в принципе, вычислять всё, что может вычислять человек, если ему дано достаточно времени. Более строгая версия, не приписываемая Чёрчу или Тьюрингу, требует, чтобы универсальная машина Тьюринга могла вычислять всё что угодно, таким образом требуя невозможности построения «сверхмашины Тьюринга», называемой гиперкомпьютером. Но пределы практических вычислений устанавливаются физикой, а не информатикой:

Тьюринг не показал ни что его машины могут решить любую задачу, которая может быть решена «инструкциями, явно сформулированными правилами или процедурами», ни доказал, что универсальная машина Тьюринга «может вычислять любую функцию, которую любой компьютер любой архитектуры может вычислять». Он доказал, что его универсальная машина Тьюринга может вычислять любую функцию, которую может вычислять любая машина Тьюринга; и он выдвинул философский аргумент в поддержку этого, тезис, здесь называемый тезисом Тьюринга. Но этот тезис, касаясь области эффективных методов (то есть области процедур определенного вида, которые способен выполнять не обеспеченный помощью машин человек), не затрагивает процедуры, которые способны выполнять машины, даже в соответствии с «явно сформулированными правилами». Среди набора машинных операций могут быть такие, которые не сможет выполнить ни один не обеспеченный помощью машин человек.

#### Тезис Чёрча — Тьюринга — Дойча
С другой стороны, если сделаны две дополнительные гипотезы (такие как гипервычисления всегда требуют настоящих бесконечностей; настоящих бесконечностей в физике не существует), то результирующий комбинированный принцип обязательно заключается в установленные Тьюрингом рамки.
Как выразился Д. Дойч:

Сейчас я могу сформулировать физическую версию принципа Чёрча — Тьюринга: «Каждая конечная доступная пониманию физическая система может быть полностью симулирована с помощью универсальной машины для вычисления моделей, действующей конечными методами». Эта формулировка более определенная и более физическая, чем предложенная Тьюрингом".

Эта комбинированная гипотеза иногда называется «сильным тезисом Чёрча — Тьюринга» или тезисом Чёрча — Тьюринга — Дойча.

## Критика
Критики цифровой физики, включая физиков, работающих в области квантовой механики, возражают против неё по ряду причин[каких?].
Непрерывности физических симметрий
Одно из возражений заключается в том, что существующие ныне модели цифровой физики несовместимы с существованием некоторых непрерывных свойств физических симметрий, например вращательной и трансляционной симметрии пространства, симметрии Лоренца и электрослабой симметрии, которые являются центральными для существующей физической теории.
Защитники цифровой физики заявляют, что такие непрерывные симметрии — всего лишь удобные (и весьма хорошие) приближения дискретной реальности. Например, рассуждения, приводящие к системам природных единиц и выводу о том, что планковская длина является минимальной значимой единицей длины, предлагают, что на некотором уровне пространство само по себе квантовано.